# Latvian Shipping Company
Latvian Shipping Company (lettisk: Latvijas kuģniecība) er et lettisk rederi registreret på NASDAQ OMX-børsen i Riga og grundlagt den 29. oktober 1940. I 2011 havde Latvian Shipping Company en omsætning på € 70,186 millioner med et tab på € 34,283 millioner. Største aktionær i virksomheden var Latvijas Nafta med 49.94% af aktiekapitalen.